# Arabá (Ouroeste)
Arabá é um distrito do município brasileiro de Ouroeste, no interior do estado de São Paulo, mas que ainda não está cadastrado na Divisão Territorial Brasileira do IBGE por não possuir uma representação cartográfica encaminhada à instituição pelo poder público municipal.

## História

### Formação administrativa
- Lei Ordinária 1286 de 22/12/2016 - Que dispõe sobre a criação do distrito de Arabá[4].

## Geografia

### Demografia

#### População urbana
| Crescimento população urbana | Crescimento população urbana | Crescimento população urbana | Crescimento população urbana |
| Censo                        | Pop.                         |                              | %±                           |
| ---------------------------- | ---------------------------- | ---------------------------- | ---------------------------- |
| 1991                         | 523                          |                              | —                            |
| 2000                         | 625                          |                              | 19,5%                        |
| 2010                         | 655                          |                              | 4,8%                         |
| 2022                         | 594                          |                              | −9,3%                        |
| Fonte: IBGE e Fundação SEADE |                              |                              |                              |

Até o Censo 2010 (IBGE) Arabá era classificado pelo IBGE como área urbana isolada do distrito sede.

### Rodovias
O principal acesso ao distrito é a Rodovia Percy Waldir Semeguini (SP-543).

## Serviços públicos

### Registro civil
Feito na sede do município, pois o distrito não possui Cartório de Registro Civil das Pessoas Naturais.

### Saneamento
O serviço de abastecimento de água é feito pela Companhia de Saneamento Básico do Estado de São Paulo (SABESP).

### Energia
A responsável pelo abastecimento de energia elétrica é a Neoenergia Elektro, antiga CESP.

### Telecomunicações
O distrito era atendido pela Telecomunicações de São Paulo (TELESP), que inaugurou a central telefônica utilizada até os dias atuais. Em 1998 esta empresa foi vendida para a Telefônica, que em 2012 adotou a marca Vivo para suas operações.

## Religião
O Cristianismo se faz presente no distrito da seguinte forma:

### Igreja Católica
- A igreja faz parte da Diocese de Jales[15].

### Igrejas Evangélicas
- Assembleia de Deus - O distrito possui uma congregação da Assembleia de Deus Ministério do Belém, vinculada ao Campo de Jales[16][17]. Por essa igreja, através de um início simples, mas sob a benção de Deus, a mensagem pentecostal chegou ao Brasil. Esta mensagem originada nos céus alcançou milhares de pessoas em todo o país, fazendo da Assembleia de Deus a maior igreja evangélica do Brasil[18].
- Congregação Cristã no Brasil[19].